# Pietro Baldi del Riccio
Pietro Baldi del Riccio, noto come Pietro Crinito o Petrus Crinitus in latino (Firenze, 9 gennaio 1475 – Firenze, 5 luglio 1507), è stato un poeta e umanista italiano.

## Biografia
Studiò grammatica a Firenze cioè lingua latina, con il prete Paolo Sassi da Ronciglione presso il quale rimase fino al 22 maggio 1487 quando passò alla scuola di Ugolino di Vieri. Poi nel 1491 entrò a far parte del circolo dei discepoli di Angelo Poliziano.
Proprio seguendo l'esempio del maestro decise anche lui di cambiarsi il patronimico ereditato dalla folta capigliatura del padre che tradusse latinamente in crinito (riccioluto). Da Pietro Baldi del Riccio (cioè "figlio del ricciolo") divenne per tutti Pietro Crinito o Petrus Crinitus.
Dopo la morte di Poliziano, tenne lezioni in Santo Spirito e nello Studio Fiorentino per poi cominciare una lunga serie di peregrinazioni che lo portarono a Bologna, Ferrara, Venezia, Padova, Roma e Napoli. Ritornò infine a Firenze dove, sotto il patronato di Bernardo Rucellai, entrò a far parte dell'Accademia Platonica che si riuniva agli Orti Oricellari.
Pubblicò nel 1504 i Commentarii de honesta disciplina, un mastodontico saggio di erudizione in 25 libri che, sulla falsariga di Aulo Gellio, trattava di linguistica, istituzioni politiche, giuridiche e religiose. Nonostante però alcune brillanti intuizioni l'opera è confusa e a tratti oscura e spesso l'autore cade nel ridicolo o nel favoloso.
L'anno successivo uscì il De Poetis Latinis in cinque libri che si proponeva in 93 brevi capitoli di schedare enciclopedicamente gli scrittori latini da Livio Andronico a Sidonio Apollinare che, pur piena di inesattezze, è in assoluto la prima compilazione biografica moderna degli autori classici.
Per quanto umanista colto e impegnato la sua opera, come la sua vita, non furono esattamente segnate dal rigore intellettuale. Lapidario su di lui il giudizio di Giovan Battista Corniani:
Morì appena trentaduenne di polmonite dopo un singolare incidente:
Oltre a una raccolta delle sue prose e rime latine, vennero stampate postume altre due opere: nel 1527 il Poematum libri duo ovvero la vita di Sallustio e, nel 1552, il commento al libro XVI delle Familiari di Cicerone. Inedito il suo Zibaldone conservato oggi manoscritto alla Bayerische Staatsbibliothek di Monaco.

## Opere

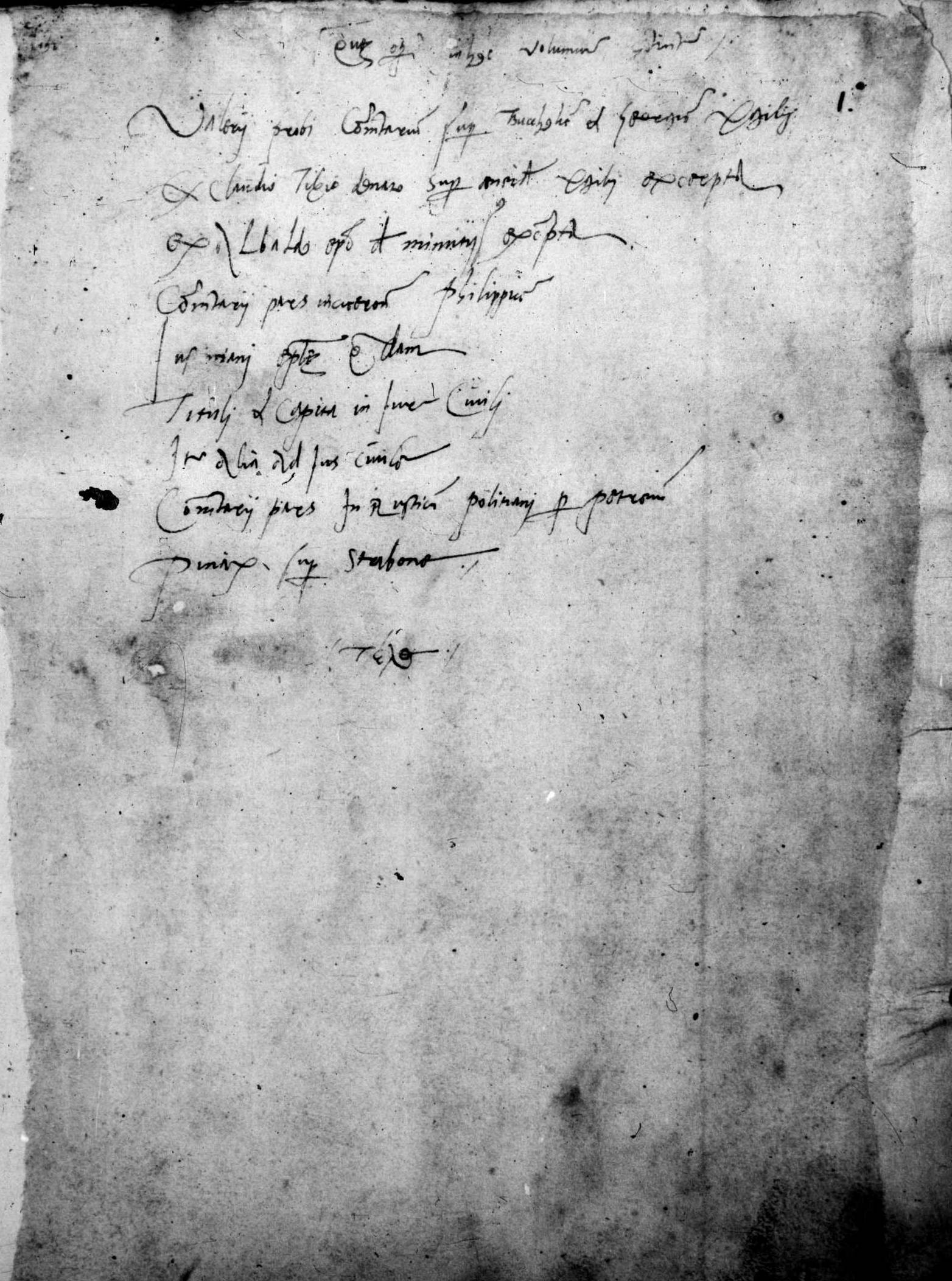
Collatio Litterae Florentinae, manoscritto, XV secolo

### Manoscritti
- Collatio Litterae Florentinae, XV secolo, München, Bayerische Staatsbibliothek, Codices latini monacenses, Clm 755 (antea Vict.47).